# Jan Michał Rozwadowski
Jan Michał Rozwadowski, ps. „Jan R. Nadroj”, „Nadroj” (ur. 7 grudnia 1867 w Czarnej, zm. 14 marca 1935 w Warszawie) – polski językoznawca, profesor Uniwersytetu Jagiellońskiego, prezes Polskiej Akademii Umiejętności i Klubu Sportowego Cracovia.

## Życiorys

### Wczesne lata życia
Urodził się w rodzinie Juliusza (inżyniera, zawiadowcy stacji Czarna) i Celestyny z Różańskich. Jego brat Zygmunt był artystą malarzem. W latach 1877–1885 uczęszczał do Gimnazjum św. Anny w Krakowie, w 1885 zdał maturę, następnie podjął studia w dziedzinie filologii klasycznej na Uniwersytecie Jagiellońskim (1885–1889), m.in. u Kazimierza Morawskiego. W 1891 obronił doktorat filozofii na podstawie rozprawy De formis formulisque respondendi in comoediis Plautinis; kontynuował studia z językoznawstwa porównawczego na uniwersytecie w Lipsku (1891–1895) i Greifswald (1895). Po powrocie ze studiów był praktykantem w Bibliotece Jagiellońskiej, w latach 1896–1897 uczył jednocześnie języków klasycznych i języka polskiego w krakowskim Gimnazjum św. Jacka. W 1897 habilitował się na Uniwersytecie Jagiellońskim z językoznawstwa indoeuropejskiego (rozprawa Quaestiones grammaticae et etymologicae) i został docentem w Katedrze Filologii Porównawczej Słowiańskiej. W 1899 mianowany profesorem nadzwyczajnym, prowadził wykłady z języka polskiego i filologii słowiańskiej. W roku 1900 objął Katedrę Językoznawstwa Porównawczego, którą kierował do końca życia, od 1904 z tytułem profesora zwyczajnego. Dwukrotnie pełnił funkcję dziekana Wydziału Filologicznego Uniwersytetu Jagiellońskiego (1912/1913, 1915/1916), na rok akademicki 1916/1917 został wybrany na rektora, ale nie przyjął tej godności.

### Późniejsze lata
W 1903 r. został powołany na członka korespondenta Akademii Umiejętności w Krakowie (późniejszej Polskiej Akademii Umiejętności), od 1908 był jej członkiem czynnym. Pełnił w Akademii szereg funkcji, m.in. dyrektora Wydziału I (1917–1925), sekretarza (1899–1904) i przewodniczącego (od 1908) Komisji Językowej, przewodniczącego Komisji Orientalistycznej (od 1918), przewodniczącego Komisji Antropologicznej (1921–1925), przewodniczącego Komisji Etnograficznej (od 1926). Był również inspektorem Biblioteki AU (1918–1926), delegatem PAU do Union Academique Internationale w Brukseli, przewodniczącym Komitetu Wydania Polskiego Corpus Vasorum Antiquorum, przewodniczącym Komitetu Wydania Corpus Philosophorum Medii Aevi, przewodniczącym Komitetu Ortograficznego PAU. W latach 1920–1924 pełnił funkcję wiceprezesa PAU, a po śmierci Kazimierza Morawskiego został wybrany na prezesa (1925). Z funkcji tej zrezygnował w 1929 r. ze względu na kłopoty rodzinne i finansowe. Był pierwszym prezesem Instytutu Naukowo-Badawczego Europy Wschodniej w Wilnie – pionierskiej placówki sowietologicznej w Polsce, funkcję tę sprawował aż do śmierci.
Był również członkiem wielu innych akademii i towarzystw naukowych, m.in. Towarzystwa Naukowego Warszawskiego (1932 członek zwyczajny), Societe Finno-Ougrienne w Helsinkach, Cesarskiej Akademii Nauk w Petersburgu, Akademii Nauk w Belgradzie, Królewskiego Czeskiego Towarzystwa Naukowego w Pradze, Poznańskiego Towarzystwa Przyjaciół Nauk (członek honorowy), Towarzystwa Naukowego we Lwowie, Towarzystwa Miłośników Języka Polskiego (1920 członek założyciel, do 1927 pierwszy przewodniczący), Polskiego Towarzystwa Językoznawczego (1925 członek założyciel, 1925–1928 i 1930–1931 prezes), Jugosłowiańskiej Akademii Nauk w Zagrzebiu, Bułgarskiej Akademii Nauk, Philological Society w Londynie. Odebrał doktoraty honoris causa większości polskich uniwersytetów (poza KUL) – Warszawskiego (1928), Stefana Batorego w Wilnie, Uniwersytetu Jana Kazimierza we Lwowie, i Poznańskiego (1928).
W 1930 r. podpisał się pod protestem grupy uczonych krakowskich w sprawie procesu brzeskiego.
Ogłosił także kilka utworów literackich pod pseudonimami Jan R. Nadroj i Nadroj. Debiutował powieścią Pierwsza miłość (1894) na łamach „Gazety Toruńskiej”, później opublikował kilka opowiadań w krakowskim „Życiu”.
W 1910 r. został wybrany prezesem Cracovii. Był chronologicznie drugim prezesem tego klubu, a pierwszym po rejestracji jako osobne stowarzyszenie. Tę funkcję sprawował do 1911.
Prof. Rozwadowski był pierwszym przewodniczącym Komitetu Ortograficznego PAU, który w 1935 roku rozpoczął prace nad wielką reformą ortografii, ale piastował to stanowisko niecałe dwa miesiące, do śmierci w wyniku zawału serca.

### Ostatnie lata życia
W ostatnich latach życia ograniczył działalność naukową; do problemów finansowych (od połowy lat 20. był zadłużony) dołączyły się zdrowotne. Przeszedł dwie operacje zaćmy. Zajął się wówczas rozważaniami filozoficznymi (napisał m.in. książkę Prawda życia, wydaną pośmiertnie w 1937 ze wstępem Adama Krokiewicza), religioznawstwem, krytyką artystyczną. W przeddzień śmierci wygłosił w Warszawie odczyt Prawda życia; zmarł na zawał serca na dworcu kolejowym w drodze powrotnej do Krakowa. Został pochowany na cmentarzu Rakowickim w Krakowie (PAS 64-zach-katakumba Trembeckich).
Z małżeństwa z Zofią z Bogdanowiczów miał troje dzieci – córki Katarzynę (zamężną za Janem Toeplitzem) i Zofię (zamężną za Mieczysławem Rozwadowskim) oraz syna Jacka Feliksa (inżyniera rolnika).

## Zainteresowania i praca
Zainteresowania naukowe Rozwadowskiego obejmowały językoznawstwo indoeuropejskie, językoznawstwo ogólne, gramatykę historyczną i porównawczą języków słowiańskich, etnogenezę Słowian, etymologię słowiańską, fonetykę. Przedstawił projekt opracowania uniwersalnej gramatyki, słownika i poetyki wszystkich języków świata. Był pionierem polskich badań nad językami celtyckimi i akcentologią słowiańską. Zajmował się etymologią niektórych polskich nazw geograficznych (m.in. Brda, Warta, rzeki dorzecza Wisły, Grudziądz, Kobryń, Żuławy); w opinii Stanisława Urbańczyka był ojcem onomastyki polskiej. Przedstawił teorię, że praojczyzną języków indoeuropejskich był teren na północ od Morza Czarnego (Europa południowo-wschodnia), a praojczyzną Słowian – teren na wschód od dorzeczy Wisły i Dniestru. W pracy Szkic wymowy polskiej (1904) przedstawił pierwszy naukowy opis sposobu wymawiania głosek polskich. Gromadził materiały do słownika narzecza Cyganów z Olczy, analizował tradycyjne teksty Ajnów sachalińskich, Hotentotów, Buszmenów, Chińczyków.
W latach 1908–1933 był redaktorem „Rocznika Slawistycznego”, 1913–1927 redaktorem „Języka Polskiego”. W 1934 kierował komitetem organizacyjnym II Międzynarodowego Kongresu Slawistów. Utrzymywał kontakty naukowe z historykiem Karolem Potkańskim oraz filologami Kazimierzem Morawskim i Janem Baudouinem de Courtenay. W opinii Kazimierza Nitscha i Stanisława Kutrzeby był jednym z najwybitniejszych polskich uczonych i humanistów; ceniono go za staranność i sumienność pracy naukowej. Był wymagającym egzaminatorem; wykłady prowadził żywo, ale ich odbiór był utrudniony przez częste zmienianie przez Rozwadowskiego języka. Do grona jego uczniów należeli m.in. Jan Stanisław Bystroń, Tadeusz Stanisław Grabowski, Zenon Klemensiewicz, Jerzy Kowalski, Tadeusz Lehr-Spławiński, Roman Pollak, Mikołaj Rudnicki, Tadeusz Sinko, Zdzisław Stieber, Witold Taszycki.
Dla potrzeb Encyklopedji polskiej Akademii Umiejętności (1915) opracował dział Język polski i jego historia. Przygotował do wydania m.in. gramatykę litewską z 1737 Universitas linguarum Lituniae in principali Ducatus eiusdem dialecto grammaticis legibus circumscripta (1896), najstarszy zabytek języka polskiego Bullę gnieźnieńską z 1136 (1909), pracę Bronisława Piłsudskiego Materials for the Study of the Ainu Language and Folklore (1912).

## Niektóre publikacje
- De modo ac ratione qua historici Romani numeros qui accurate definiri non poterant, expresserunt (1887)
- Łacińskie słowa pochodne na -tare (1893)[7]
- Der demonstrative Pronominalstamm „ol” (1894)
- Zu den slavischen Iterativa (1894)
- Ze studyów nad nazwami rzek słowiańskich (1900)
- Język literacki a mowa żywa (1902)
- Semazyologia, czyli nauka o rozwoju znaczeń wyrazów (1903)[8]
- Uwagi o dyftongach ie, no w południowo-zachodniem narzeczu białoruskiem (1903)
- Wortbildung und Wortbedeutung (1904)
- Parerga (1907)[9]
- Bulla z roku 1136 jako najstarszy zabytek języka polskiego (1909)[10]
- Ein quantitatives Gesetz der Sprachenentwicklung (1909)
- Zjawiska dysautomatyzacji i tendencji energii psychicznej (1911)
- O pierwotnym stosunku wzajemnym języków bałtyckich i słowiańskich (1912)
- Historyczna fonetyka, czyli głosownia języka polskiego (1915)
- Stosunek języka polskiego do innych słowiańskich (1915)
- Uwagi o potrzebach i zakresie językoznawstwa (1918)
- O zjawiskach i rozwoju języka (1921)[11]
- Woerterbuch des Zigeunerdialekts von Zakopane (1936)
- Studia nad nazwami wód słowiańskich (1948)
- Wybór pism (1959–1961, trzy tomy)

## Ordery i odznaczenia
- Krzyż Komandorski z Gwiazdą Orderu Odrodzenia Polski (8 listopada 1930)[12]
- Krzyż Komandorski Orderu Odrodzenia Polski (27 grudnia 1924)[13]